# Ricardo Martinez (artiste)
Pour les articles homonymes, voir Ricardo Martinez et Martinez.
 (février 2016).
Améliorez-le ou discutez des points à vérifier. 
 (février 2016).
Si vous disposez d'ouvrages ou d'articles de référence ou si vous connaissez des sites web de qualité traitant du thème abordé ici, merci de compléter l'article en donnant les références utiles à sa vérifiabilité et en les liant à la section « Notes et références ».
Ricardo Martinez (né à San Diego en 1961) est un peintre et graveur américain installé en France dont l’œuvre s'apparente au bad painting.

## Biographie
Ricardo Martinez appartient à une famille installée à San Diego en Californie. Il fréquente the Art Institut of California et étudie en 1978 et 1979 dans l'atelier de Carlos Almaraz. En décembre 1982 il s'engage dans la Marine américaine et participe à des opérations après les attentats de Beyrouth au Liban.
En 1987 et 1988 Ricardo Martinez séjourne au Mexique et étudie à l'université nationale Automne du Mexique où il réalise des peintures murales. En 1989 il s'installe à Paris où il visite régulièrement l'atelier du Carrousel. Ricardo Martinez participe à la Première manifestation d'art à Berlin après la chute du mur. 
Il devient dans les années 1990, l'affichiste des principaux armements maritimes français et en 1996 est nommé peintre de la Marine et est membre de l'Académie de Marine. 
Il fait alors partie des artistes américains qui s'inscrivent dans la vie artistique française et expose au Salon d'Automne (1997-1998), Artitude (1999) et à la galerie d'art Staart. Ami de Peter Howson , il participe, avec Louis Harnoux décédé peu de temps après, à des expositions collectives à Rouen, Rennes, Nantes, Nancy, Saint-Étienne, Tours, et à Paris. Il reçoit le premier Prix et Grande Médaille d'or au Salon International "M.C.A.", février 1999 (Cannes), le Prix Spécial du jury au Grand concours "L'an 2000...", Galerie ARTITUDE, janvier 2000 (PARIS) et la Médaille d'argent aux "Portails de l'Art", Cork Gallery, LINCOLN CENTER, mai 2003 (New York - États-Unis).

## Style et courant artistique
Son style est original, spontané, naïf, énergique et parfois violent. il est affilié au  bad painting, un style artistique né aux États-Unis, empruntant aux arts dans la rue (graffitis, pochoirs, affiches…) en réaction à l'art intellectuel et s'inspirant de cultures et idéologies marginales (punk, rock, afro-américain, hispano-américain…).
Volontairement sale et négligé, il est dans la lignée de la figuration libre, voire libérée, dans une version pour le moins expressionniste.

## Œuvre
L'œuvre de Martinez se divise en trois grandes périodes :
Pendant la première, de 1985 à fin 1989, il faisait de la peinture murale, représentant le plus souvent des personnages squelettiques et des visages ressemblant à des masques. Ceci montrait son obsession de la mortalité de l'Homme. Il peignait aussi des éléments tirés de sa vie dans la rue : voitures, bâtiments, policiers, jeux d'enfants, graffitis...
Une période intermédiaire de fin 1989 à 1996 présente des peintures sur panneaux de toutes matières et de toutes formes, et des tableaux individuels avec traverses intermédiaires visibles, une surface dense avec des écritures, des collages, et des représentations sans relation apparente les unes avec les autres. Ces travaux révèlent un fort intérêt pour l'identité noire et hispanique de Basquiat, son identification avec les personnages noirs historiques ou contemporains, et les événements qui leur sont liés.
La dernière période, débute vers 1997 . Elle montre un nouveau genre de peinture figurative, dans un style différent avec des sources, des symboles et un contenu contrastant avec ses autres peintures.
Il est également le créateur et décorateur (customizer) de nombreuses guitares électriques et motos américaines.